# Lepopełci
Lepopełci (maced. Лепопелци) – wieś we wschodniej Macedonii Północnej, w gminie Czeszinowo-Obleszewo, na zachód od miasta Koczani, u podnóża Osogowskiej płaniny.

## Historia i demografia
W XIX wieku wieś należała do koczańskiej kaazy w obrębie Imperium Osmańskiego. Według danych bułgarskiego statystyka Wasiła Kynczowa z 1900 roku, żyło w niej 140 mieszkańców, wszyscy byli chrześcijańskimi Bułgarami.
Na początku XX wieku mieszkający tu Bułgarzy podlegali Egzarchatowi Bułgarskiemu. Według danych jej sekretarza, Dimitra Miszewa Brankowa, w roku 1905 we wsi mieszkało 120 Bułgarów i 30 Arumunów.
Zgodnie z danymi, uzyskanymi w czasie spisu ludności z 2002 roku, we wsi pozostało 17 mieszkańców – 8 Macedończyków (5 mężczyzn i 3 kobiety) oraz 9 Arumunów (3 mężczyzn, 6 kobiet).